# Cyclophora nigrosubroseata
Cyclophora nigrosubroseata là một loài bướm đêm trong họ Geometridae.